# Derewno
Derewno, Derewna (biał. Дзераўная, Dzieraŭnaja; ros. Деревная, Dieriewnaja) – agromiasteczko na Białorusi, obwodzie mińskim, w rejonie stołpeckim, nad rzeczką Kiszelówką, w okolicy Naliboków.
Miasto magnackie położone było w końcu XVIII wieku w powiecie mińskim województwa mińskiego.
Siedziba rzymskokatolickiej parafii Wniebowzięcia Najświętszej Maryi Panny w Derewnie.

## Historia
Pierwsza wzmianka o miejscowości pochodzi z 1451 roku. Należało do Radziwiłłów. Mikołaj Krzysztof Radziwiłł nabył Derewno w części od Mikołaja Rusieckiego, a w części otrzymał w darze od żony Halszki z Wiśniowieckich w 1594 roku.
W końcu XIX wieku dobra Derewna kupił były ober-policmajster miasta Warszawy Klejgels.
W Derewnie postawiono kościół pw. Wniebowzięcia NMP, ufundowany w 1590 roku przez księcia Mikołaja Krzysztofa Radziwiłła. W uposażeniu kościoła było kilka wsi i 80 włók ziemi. W końcu XIX wieku było już tylko 30 dziesięcin ziemi. W tym czasie parafia derewieńska liczyła około 7000 wiernych. Obecnie parafia Derewno należy do dekanatu w Rubieżewiczach w diecezji mińskiej.
W II Rzeczypospolitej miasteczko było siedzibą gminy wiejskiej Derewno. W 1921 roku mieszkało tam 892 osób. Najbliższa stacja kolejowa była w Stołpcach (26 km). W samym miasteczku znajdowała się poczta i telefon. W każdy czwartek w Derewnie odbywały się przykościelne targi.
W czasie II wojny światowej ludność żydowska z Derewny została osadzona w getcie w Stołpcach. Henryk Werakso z oddziałów AK pod dowództwem por. Adolfa Pilcha spotkał się z rabinem z Derewna, któremu zaproponował pomoc w ucieczce z getta. Rabin odmówił, zaś z okazji skorzystały trzy młode Żydówki.

W maju 1943 r. osadę spaliła sowiecka brygada im. Stalina (ta sama, która 8 maja wymordowała mieszkańców Naliboków].
Część polskich mieszkańców po wojnie zamieszkała w Drawnie na Pomorzu Zachodnim.
| Miejscowość    | Mieszkańcy ogółem | katolicy | prawosławni | ewangelicy | żydzi | Polacy | Białorusini | Żydzi | Inni |
| -------------- | ----------------- | -------- | ----------- | ---------- | ----- | ------ | ----------- | ----- | ---- |
| Gmina Derewno  | 6542              | 5246     | 975         | 5          | 316   | 5530   | 755         | 239   | 18   |
| Miasto Derewno | 892               | 583      | 16          | 5          | 288   | 654    | 8           | 230   | 0    |

## Galeria

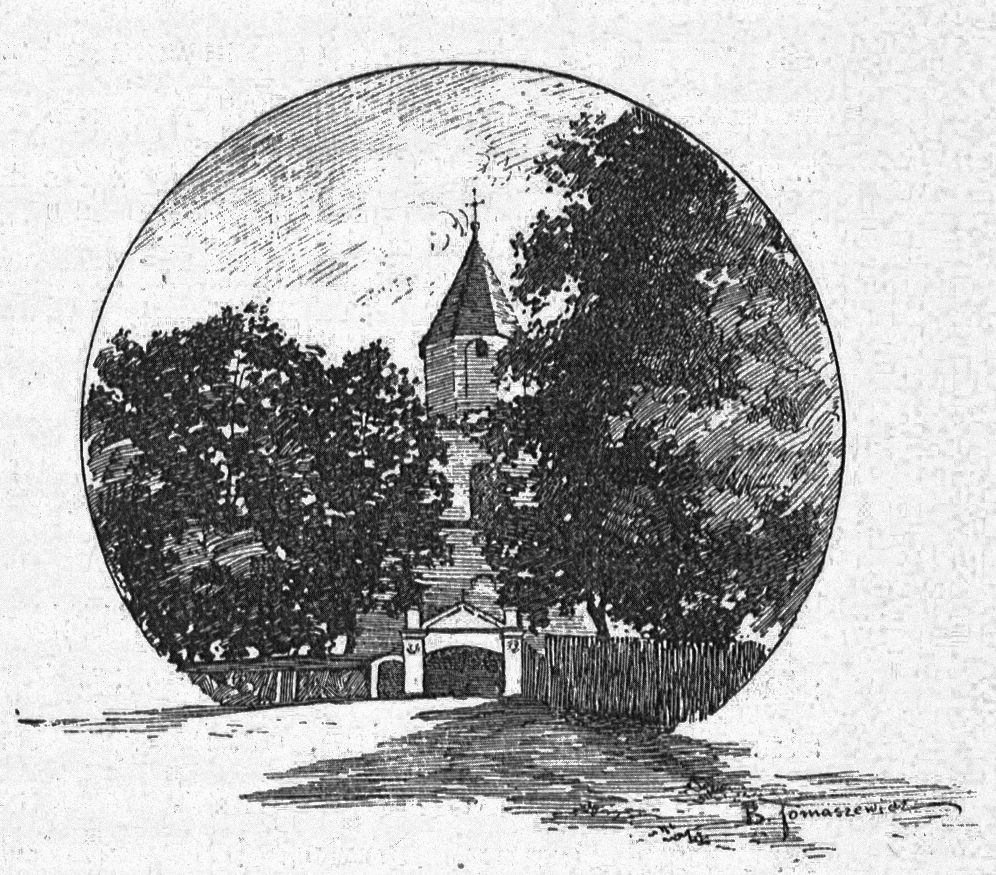
Rysunek kościoła w Derewnie w 1898 roku
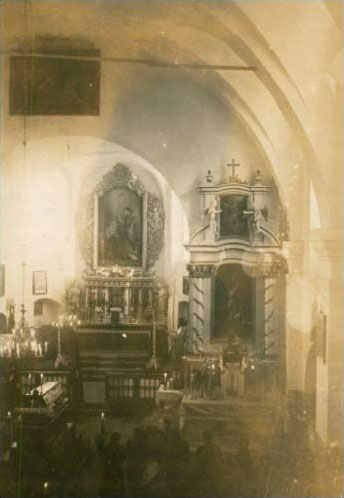
Wnętrze kościoła przed 1939 rokiem
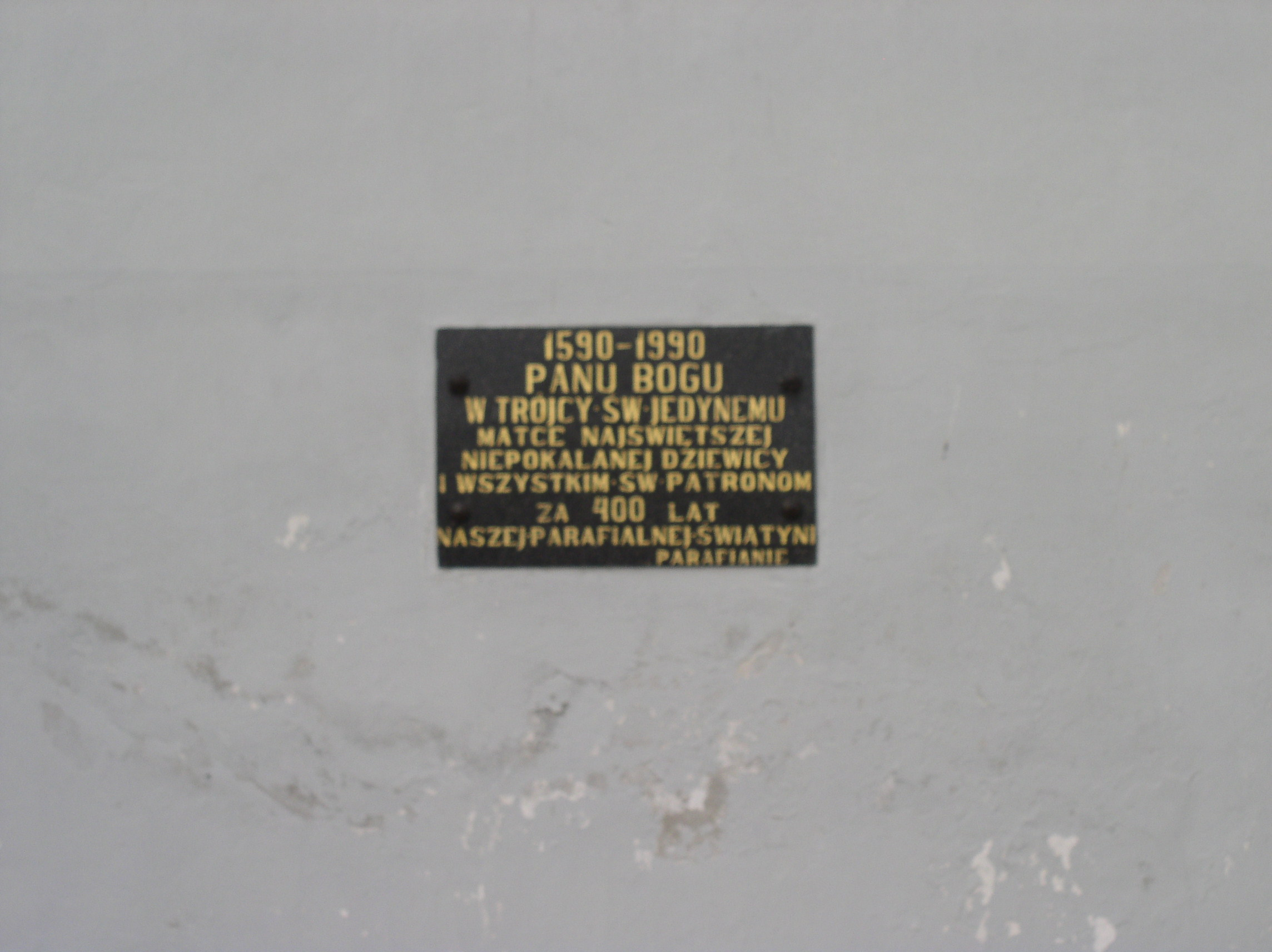
Pamiątkowa tablica na kościele